# Mindy McCready
Mindy McCready (Fort Myers, Florida; 30 de noviembre de 1975 - Heber Springs, Arkansas; 17 de febrero de 2013) fue una famosa cantante estadounidense de música country.

## Biografía
McCready comenzó a cantar en la Iglesia Pentecostal de su ciudad natal a la edad de 3 años. Posteriormente se graduó en la escuela secundaria a la edad de 16 años con la intención de iniciar su carrera en la música.
Llegó a Nashville en 1994, cuando tenía 18 años. Con ella, llevaba cintas grabadas de sus canciones en karaoke y ganó un contrato de grabación con BNA Records.

## Carrera
Debutó con su álbum, Ten Thousand Angels, lanzado en 1996, con el que vendió dos millones de copias. El álbum produjo cuatro sencillos; el primero logró el puesto número seis en las listas de popularidad, luego por su hit número 1, Guys Do It All the Time. Esta canción, a su vez, fue sucedida por Maybe He'll Notice Her Now, a dúo con Richie McDonald, el vocalista de la banda Lonestar. por último, el sencillo, A Girl's Gotta Do, alcanzó el puesto número 4 en las listas de popularidad.
Mindy fue premiada por el cariño del público femenino por criticar la misoginia masculina, plasmada en muchos de sus temas.
En 1997, lanzó el álbum If I Don't Stay the Night. Este álbum generó a su vez tres singles, What If I Do, The Other Side of This Kiss y You'll Never Know. Con él vendió 825,000 copias.
En 1999, lanzó su tercer álbum titulado I'm Not So Tough. Cuyo primer sencillo, All I Want Is Everything, no pudo pasar el top 50. El álbum fue un fracaso comercial, vendiendo solo 144,000 copias. Poco después, la compañía de McCready dio constancia de su bancarrota. Después de esto, la cantante firmó contrato con Capitol Records. Luego de ello, lanzó un álbum homónimo en 2002 con Capitol pero las ventas resultaron decepcionantes, y su contrato caducó ese mismo año.
En mayo de 2008, lanzó la canción I'm Still Here, a través de su página web oficial. También anunció que había estado trabajando en un documental, un nuevo álbum y un reality show. Su quinto álbum fue lanzado en marzo de 2010.
La cantante pasó sus últimos 15 años buscando otro hit que la hiciera tocar nuevamente el éxito, pero los problemas personales la desviaron de ese objetivo.

### Televisión
En junio de 2009 McCready firmó para aparecer en el reality Celebrity Rehab conducido por el Dr. Drew. La serie salió al aire y representó su lucha contra su adicción a las drogas. Más tarde habló de su recuperación y de sus futuros proyectos con Todd Gaither en un episodio de The View.
En el verano de 2011, McCready apareció en Celebrity Close Calls y en Celebrity Ghost Stories. También apareció en el programa 20/20 en diciembre de 2011 en la que habló de su hijo Zander, de su novio el productor David Wilson y sus nuevos sencillos.

## Vida privada
En 1997, se comprometió con el actor Dean Cain, pero la pareja se separó el año siguiente. Tiempo después se la relacionó sentimentalmente con el exjugador de hockey de la NHL, Drake Berehowsky.
El 17 de noviembre de 2008, habló por Inside Edition luego de años de rumores de un supuesto antiguo romance con el beisbolista Roger Clemens. Afirmó que su relación duró más de una década y terminó cuando Clemens se negó a dejar a su esposa.
En diciembre de 2003, empezó a salir con el aspirante a cantante William Patrick Billy McKnight. El 8 de mayo de 2005, McKnight fue arrestado y acusado de intento de asesinato después de golpear y estrangular a la cantante. Después de comunicada la ruptura de la pareja a través de una famosa revista, McCready fue encontrada inconsciente en un pasillo del hotel en Indian Rocks Beach, Florida, después de intentar suicidarse en julio de 2005 tras una sobredosis de drogas con alcohol. La pareja finalmente se reconcilió y ella quedó embarazada. En septiembre de 2005, mientras estaba embarazada de su primer hijo, trató de suicidarse nuevamente con una sobredosis de antidepresivos. Finalmente, en marzo de 2006, dio a luz a su hijo varón, Zander Ryan McCready.
El 17 de diciembre de 2008, intentó por tercera vez suicidarse después de cortarse las muñecas. El 25 de mayo de 2010, McCready fue hospitalizada en Cape Coral, Florida, por una posible sobredosis, pero en este caso la cantante pudo haber tenido una reacción al Darvocet, un potente calmante, que su madre le había dado. En este año también estuvo afectada emocionalmente después de salir a la luz un vídeo pornográfico de la cantante y un exnovio Peter.
En abril de 2012, dio a luz a su segundo hijo llamado Zayne.

## Polémicas y problemas judiciales
La vida de Mindy tuvo varios conflictos jurídicos y legales.
En agosto de 2004, fue arrestada en Tennessee por usar una receta falsa para comprar el analgésico OxyContin. A pesar de que inicialmente negó los cargos, se declaró culpable y fue multada con 4,000 dólares y condenada a tres años de libertad condicional con 200 horas de servicio a la comunidad.
En julio de 2005, fue nuevamente detenida por la policía de Nashville por conducir con exceso de velocidad y con una licencia caducada. En ese mismo mes, fue acusada en Arizona por el robo de identidad y uso ilegal de transporte. Una orden de arresto fue emitida para ella el mes siguiente por violar su libertad condicional, cuando salió de Tennessee sin el permiso del oficial encargado de su cuidado.
En julio de 2007, fue arrestada en Ft. Myers, Florida, acusada de lesiones y resistencia a la detención, durante un forcejeo aparente con su madre. A la semana siguiente, fue detenida en el Aeropuerto Internacional de Nashville por violar la libertad condicional.
En junio de 2008, fue detenida en Tennessee por violar los términos de su libertad condicional en septiembre de 2007, por lo que fue sentenciada a 60 días de cárcel, entregándose a las autoridades el 30 de septiembre de 2008. Después de cumplir la mitad de su condena, fue excarcelada por buena conducta el 31 de octubre de 2008.

## Suicidio
Mindy McCready acabó con su vida el 17 de febrero de 2013, después de dispararse en la cabeza en su casa de Arkansas. Un mes atrás, específicamente el 13 de enero, la sorprendió el suicidio de su último novio y padre de su segundo hijo, David Wilson, cuyo cuerpo fue hallado en las mismas circunstancias que el de la cantante, con un tiro en la cabeza y en el mismo porche. Después de la muerte de su pareja, se dio a conocer un comunicado en el que ella se refirió a Wilson como su «alma gemela» y «compañero de vida». La situación se complicó en los últimos días de vida de McCready al punto de ser incluso sospechosa de la muerte de Wilson y para complicar aún más recibió una carta un día antes que le anunciaba a través de una ordén judicial que le quitaban la custodia de sus dos hijos. Fuente hay una nota de CNN https://cnnespanol.cnn.com/2013/02/20/los-35-dias-de-malas-noticias-previos-al-suicidio-de-mindy-mccready